# 7222 Alekperov
A 7222 Alekperov (ideiglenes jelöléssel 1981 TJ3) egy kisbolygó a Naprendszerben. Tamara Mihajlovna Szmirnova fedezte fel 1981. október 7-én.